# 歩兵第317連隊
歩兵第317連隊（ほへいだい317れんたい、歩兵第三百十七聯隊）は、大日本帝国陸軍の連隊の一つ。

## 沿革
太平洋戦争末期の1945年（昭和20年）7月10日、第三次兵備により本土決戦に備え新設された第221師団の歩兵連隊の一つとして松本で編成された。兵力補充は長野師管区の歩兵第2補充隊で担当した。師団司令部以外は未動員のまま終戦を迎えた。

## 歴代連隊長
| 代 | 氏名       | 在任期間 | 出身校・期 | 備考 |
| -- | ---------- | -------- | ---------- | ---- |
| 1  | 伊藤智次郎 |          | 陸士41期   | 中佐 |